# Pasiran (Sei Dadap)
Pasiran is een bestuurslaag in het regentschap Asahan van de provincie Noord-Sumatra, Indonesië. Pasiran telt 1983 inwoners (volkstelling 2010).